# Greenwood (Delaware)
Greenwood je gradić u američkoj saveznoj državi Delaware. Prema popisu stanovništva iz 2010. u njemu je živjelo 973 stanovnika.